# Бассерман, Альберт
Альберт Бассерман (нем. Albert Bassermann; 7 сентября 1867, Мангейм — 15 мая 1952, Цюрих) — немецкий актёр театра и кино.

## Биография
Родился в Майнгеме, где в 1887 году и начал свою актёрскую карьеру. Затем четыре года работал в театре Майнингена и позже переехал в Берлин. Там он с 1899 года работал в театре Отто Брама, в Немецком театре с 1904 года, в театре Лессинга с 1909 года. С 1909 по 1915 год он также работал с Максом Рейнхардтом в Немецком театре в Берлине. Его известность и авторитет как актёра были настолько сильны, что в 1911 году он получил кольцо Иффланда.
Был известен как один из первых немецких театральных актёров, которые начали сниматься в кино. В 1913 году сыграл главную роль в фильме «Другой», после чего работал с крупнейшими немецкими режиссёрами эпохи немого кино. Его жена Эльза, также актриса, вместе с которой он часто играл на сцене, была еврейкой, поэтому в 1933 году, когда к власти в Германии пришли нацисты, Адольф Гитлер, который очень уважал творчество Бассермана, лично предложил ему развестись с ней, чтобы иметь возможность продолжать работу. Бассерман ответил отказом и в 1933 году эмигрировал вместе с женой из Германии в Швейцарию.
В 1935 году, после смерти выдающегося актёра Алессандро Моисси, протестуя против нацистской политики Германии, пытался положить кольцо Иффланда к нему в могилу, однако позже передал на хранение Австрийской Национальной Библиотеке в Вене, где оно лежало до 1946 года, когда директор австрийской театральной администрации Э. Гилберт предложил Бассерману забрать кольцо назад, однако он отказался, считая кольцо проклятым. Позднее судьбу кольца решил комитет немецкоязычных актёров.
В 1938 году переехал в США. Он не слишком хорошо говорил по-английски, но улучшил своё произношение с помощью жены и нашёл себя в американском кинематографе в качестве характерного актёра второго плана, будучи даже номинирован в 1940 году на премию «Оскар» как лучший актёр второго плана. В Европу вернулся в 1946 году, умер от сердечного приступа во время перелёта из Нью-Йорка в Цюрих, был похоронен в родном городе.

## Избранная фильмография
- 1913 — Другой — Галлерс
- 1940 — Иностранный корреспондент — Ван Меер
- 1941 — Жестокий Шанхай — Ван Элст
- 1941 — Лицо женщины — консул Магнус Бэрринг
- 1943 — Мадам Кюри
- 1944 — С тех пор как вы ушли
- 1948 — Красные башмачки